# A Billboard Hot 100 listavezetői 2021-ben

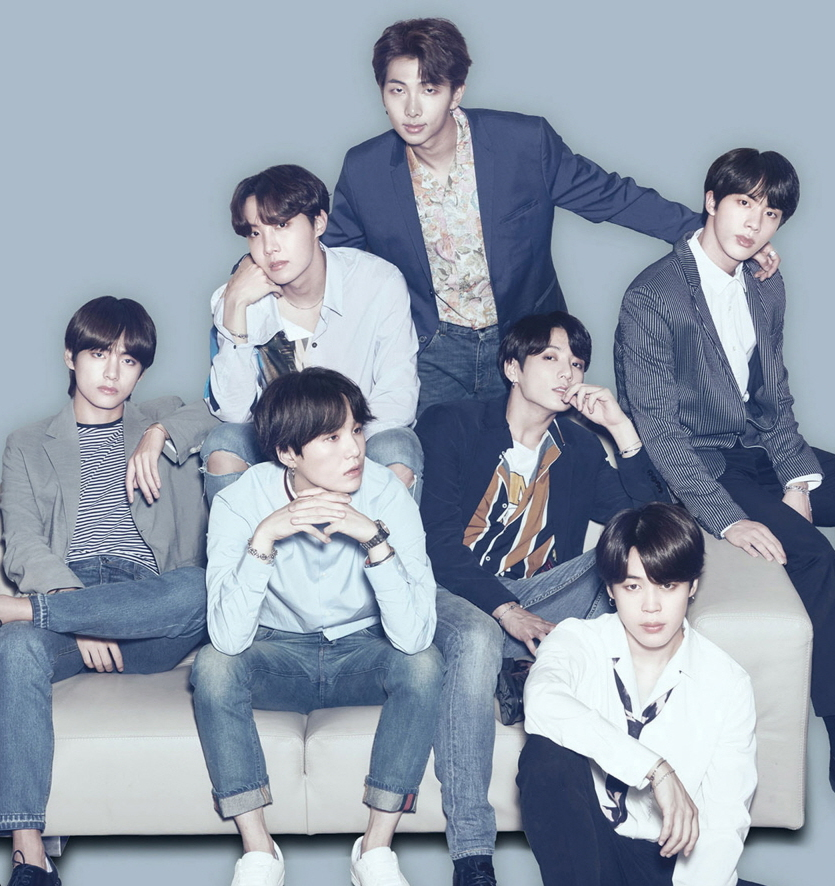
A BTS rendelkezik a leghosszabb ideig a lista élén szereplő kislemezzel az évben. Butter című daluk kilenc hétig volt első. Összesen tizenkét hetet töltöttek a lista élén, Permission to Dance, Butter és My Universe című dalaikkal.

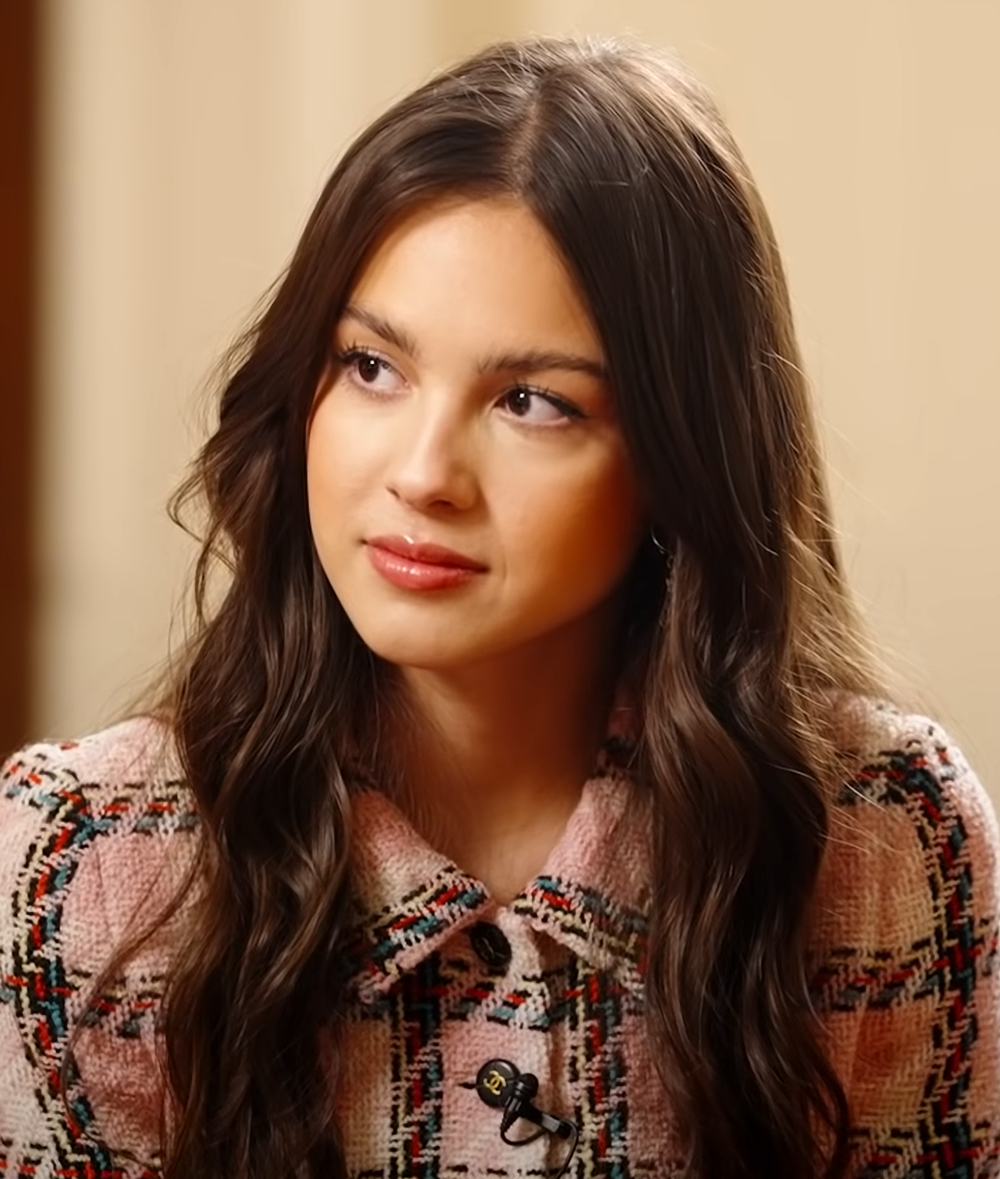
Olivia Rodrigo Drivers License című kislemeze nyolc hetet töltött egyhuzamban a lista élén.

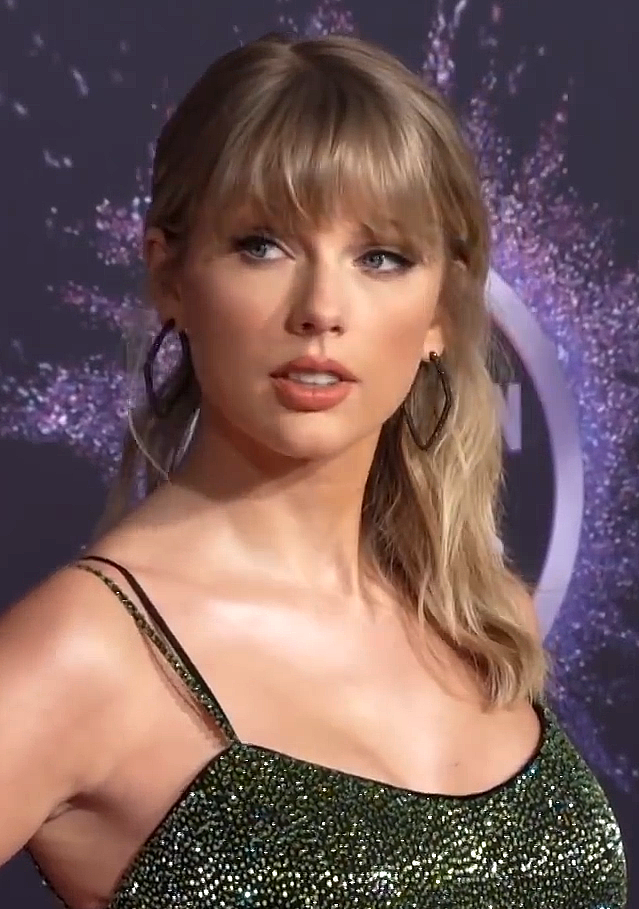
Taylor Swift All Too Well (Taylor’s Version) című dala megdöntötte a rekordot a leghosszabb számért (10 perc, 13 másodperc), amely a Billboard Hot 100 első helyéig jutott.

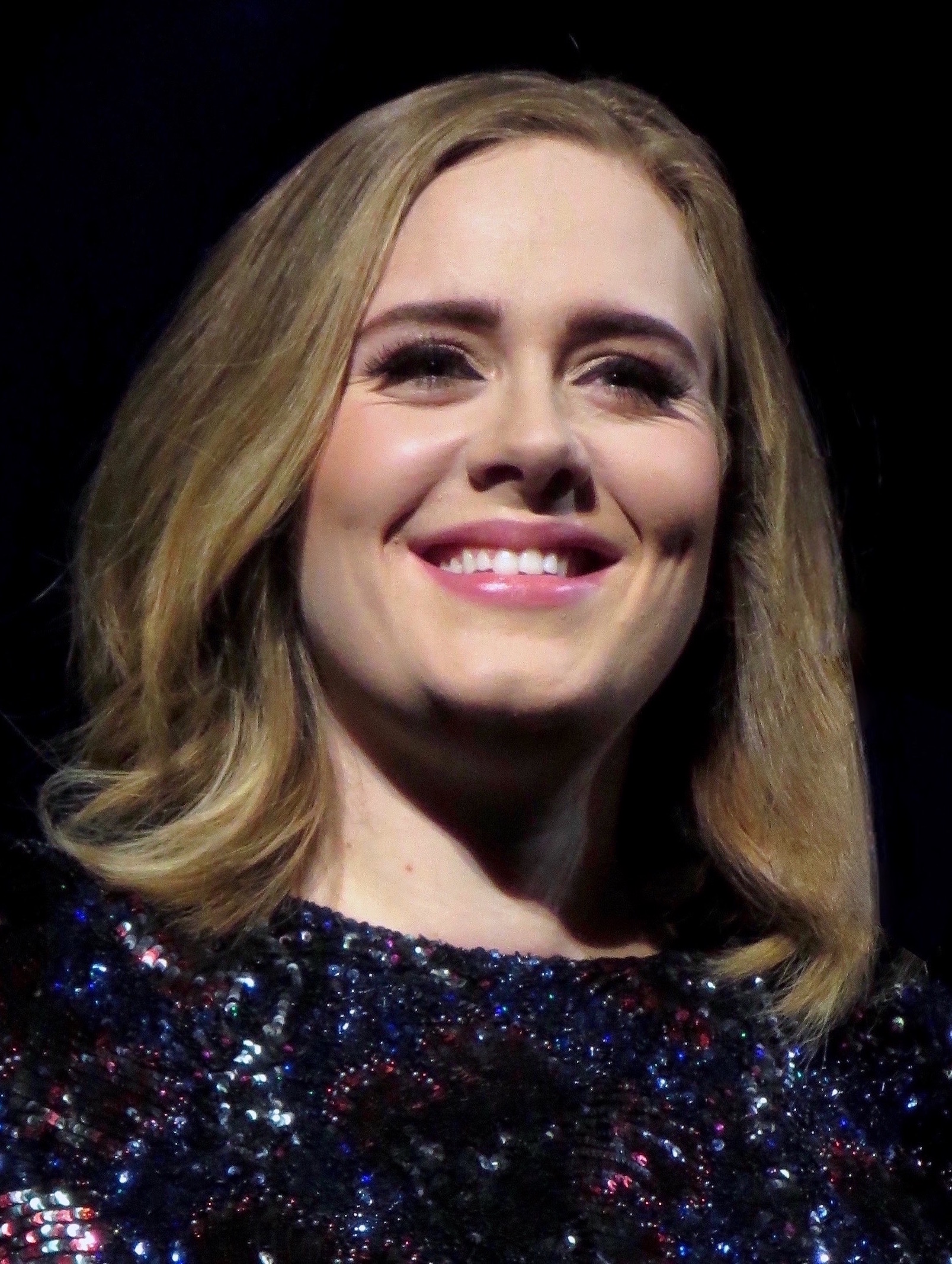
Adele Easy on Me című dala, amely az énekes első kislemeze volt közel hat éve, sorozatban négy, összesen hét hétig szerepelt a lista élén.

A Billboard Hot 100 egy slágerlista, amely rangsorolja az Egyesült Államokban legjobban teljesítő kislemezeket. A streaming adatok, a digitális és fizikális eladások, illetve a rádiós teljesítmény alapján készült listát a Billboard magazin teszi közzé hetente, az MCR Data adatait használva.
Eddig kilenc előadó szerezte meg legelső első helyezett dalát a listán 2021-ben: Olivia Rodrigo, Daniel Caesar, Giveon, Silk Sonic, Anderson .Paak, Polo G, The Kid Laroi, Future és Jack Harlow. A BTS az egyetlen előadó az évben, akinek három dala is elérte a lista élét, illetve Olivia Rodrigonak, Drake-nek, Justin Biebernek és Lil Nas X-nek két dala is elérte az első helyet. A BTS Butter című dala töltötte a legtöbb időt az első helyen, 10 héttel, megelőzve Rodrigo Drivers License kislemezét, amely 8 hétig volt az élen. 1991 óta ez az első év, hogy tíz különböző dal első helyezett volt a listán az első öt hónapban. Taylor Swift ebben az évben megszerezte nyolcadik listavezető dalát karrierjében, amely az All Too Well (Taylor’s Version) volt, a leghosszabb dal (10 perc, 13 másodperc) a slágerlista történetében, ami az első helyre jutott.

## Lista
| Az év legjobban teljesítő kislemeze, Dua Lipa Levitating című dala nem érte el az első helyet, 2021. május 22-én a második pozíció volt legjobb helyezése. |

| No.  | Kiadás dátuma  | Dal                             | Előadó(k)                                    | For.            |
| ---- | -------------- | ------------------------------- | -------------------------------------------- | --------------- |
| re   | január 2.      | All I Want for Christmas Is You | Mariah Carey                                 | [ 4 ] [ 5 ]     |
| re   | január 9.      | Mood                            | 24kGoldn, Iann Dior                          | [ 6 ] [ 7 ]     |
| re   | január 16.     | Mood                            | 24kGoldn, Iann Dior                          | [ 8 ] [ 9 ]     |
| 1116 | január 23.     | Drivers License                 | Olivia Rodrigo                               | [ 10 ] [ 11 ]   |
| 1116 | január 30.     | Drivers License                 | Olivia Rodrigo                               | [ 12 ] [ 13 ]   |
| 1116 | február 6.     | Drivers License                 | Olivia Rodrigo                               | [ 14 ] [ 15 ]   |
| 1116 | február 13.    | Drivers License                 | Olivia Rodrigo                               | [ 16 ] [ 17 ]   |
| 1116 | február 20.    | Drivers License                 | Olivia Rodrigo                               | [ 18 ] [ 19 ]   |
| 1116 | február 27.    | Drivers License                 | Olivia Rodrigo                               | [ 20 ] [ 21 ]   |
| 1116 | március 6.     | Drivers License                 | Olivia Rodrigo                               | [ 22 ] [ 23 ]   |
| 1116 | március 13.    | Drivers License                 | Olivia Rodrigo                               | [ 24 ] [ 25 ]   |
| 1117 | március 20.    | What’s Next                     | Drake                                        | [ 26 ] [ 27 ]   |
| 1118 | március 27.    | Up                              | Cardi B                                      | [ 28 ] [ 29 ]   |
| 1119 | április 3.     | Peaches                         | Justin Bieber, Daniel Caesar és Giveon       | [ 30 ] [ 31 ]   |
| 1120 | április 10.    | Montero (Call Me by Your Name)  | Lil Nas X                                    | [ 32 ] [ 33 ]   |
| 1121 | április 17.    | Leave the Door Open             | Silk Sonic (Bruno Mars és Anderson .Paak)    | [ 34 ] [ 35 ]   |
| 1122 | április 24.    | Rapstar                         | Polo G                                       | [ 36 ] [ 37 ]   |
| 1122 | május 1.       | Rapstar                         | Polo G                                       | [ 38 ] [ 39 ]   |
| 1123 | május 8.       | Save Your Tears                 | The Weeknd és Ariana Grande                  | [ 40 ] [ 41 ]   |
| 1123 | május 15.      | Save Your Tears                 | The Weeknd és Ariana Grande                  | [ 42 ] [ 43 ]   |
| re   | május 22.      | Leave the Door Open             | Silk Sonic (Bruno Mars és Anderson .Paak)    | [ 44 ] [ 45 ]   |
| 1124 | május 29.      | Good 4 U                        | Olivia Rodrigo                               | [ 46 ] [ 47 ]   |
| 1125 | június 5.      | Butter                          | BTS                                          | [ 1 ] [ 48 ]    |
| 1125 | június 12.     | Butter                          | BTS                                          | [ 49 ] [ 50 ]   |
| 1125 | június 19.     | Butter                          | BTS                                          | [ 51 ] [ 52 ]   |
| 1125 | június 26.     | Butter                          | BTS                                          | [ 53 ] [ 54 ]   |
| 1125 | július 3.      | Butter                          | BTS                                          | [ 55 ] [ 56 ]   |
| 1125 | július 10.     | Butter                          | BTS                                          | [ 57 ] [ 58 ]   |
| 1125 | július 17.     | Butter                          | BTS                                          | [ 59 ] [ 60 ]   |
| 1126 | július 24.     | Permission to Dance             | BTS                                          | [ 61 ] [ 62 ]   |
| re   | július 31.     | Butter                          | BTS                                          | [ 63 ] [ 64 ]   |
| re   | augusztus 7.   | Butter                          | BTS                                          | [ 65 ] [ 66 ]   |
| 1127 | augusztus 14.  | Stay                            | The Kid LAROI és Justin Bieber               | [ 67 ] [ 68 ]   |
| 1127 | augusztus 21.  | Stay                            | The Kid LAROI és Justin Bieber               | [ 69 ] [ 70 ]   |
| 1127 | augusztus 28.  | Stay                            | The Kid LAROI és Justin Bieber               | [ 71 ] [ 72 ]   |
| 1127 | szeptember 4.  | Stay                            | The Kid LAROI és Justin Bieber               | [ 73 ] [ 74 ]   |
| re   | szeptember 11. | Butter                          | BTS                                          | [ 75 ] [ 76 ]   |
| 1128 | szeptember 18. | Way 2 Sexy                      | Drake; Future és Young Thug közreműködésével | [ 77 ] [ 78 ]   |
| re   | szeptember 25. | Stay                            | The Kid LAROI és Justin Bieber               | [ 79 ] [ 80 ]   |
| re   | október 2.     | Stay                            | The Kid LAROI és Justin Bieber               | [ 81 ] [ 82 ]   |
| 1129 | október 9.     | My Universe                     | BTS és Coldplay                              | [ 83 ] [ 84 ]   |
| re   | október 16.    | Stay                            | The Kid LAROI és Justin Bieber               | [ 85 ] [ 86 ]   |
| 1130 | október 23.    | Industry Baby                   | Lil Nas X és Jack Harlow                     | [ 87 ] [ 88 ]   |
| 1131 | október 30.    | Easy on Me                      | Adele                                        | [ 89 ] [ 90 ]   |
| 1131 | november 6.    | Easy on Me                      | Adele                                        | [ 91 ] [ 92 ]   |
| 1131 | november 13.   | Easy on Me                      | Adele                                        | [ 93 ] [ 94 ]   |
| 1131 | november 20.   | Easy on Me                      | Adele                                        | [ 95 ] [ 96 ]   |
| 1132 | november 27.   | All Too Well (Taylor’s Version) | Taylor Swift                                 | [ 2 ] [ 97 ]    |
| re   | december 4.    | Easy on Me                      | Adele                                        | [ 98 ] [ 99 ]   |
| re   | december 11.   | Easy on Me                      | Adele                                        | [ 100 ] [ 101 ] |
| re   | december 18.   | Easy on Me                      | Adele                                        | [ 102 ] [ 103 ] |
| re   | december 25.   | All I Want for Christmas Is You | Mariah Carey                                 | [ 104 ] [ 105 ] |